# Anton Rolandsson Martin
Anton Rolandsson Martin (Tallin, Estonia, 3 de agosto de 1729-Turku, 30 de enero de 1785) fue un botánico, y explorador polar sueco de origen valón, uno de los diecisiete apóstoles de Linneo.
Realizó sus estudios en la Real Academia de Turku en Åbo y posteriormente e la Universidad de Upsala; graduándose el 22 de junio de 1757, con la dirección del genial Linneo con la tesis del musgo Buxbaumia. Fue elegido por Carlos Linneo y comisionado por la Real Academia de las Ciencias de Suecia para explorar el archipiélago de Svalbard en 1758, en un ballenero ártico, por lo que podría estudiar la región polar (pero no pudo soportar el terrible tiempo). A pesar de las pocas muestras traídas de vuelta, la expedición de Martín ganó elogios de Linneo.
Luego fue a Noruega en 1759. Su diario Dagbok vid en resa till Norrpolen eller Spitsbergen 1758 (Diario de un viaje al norte de Polonia, y a Spitsbergen), se publicó recién en 1881.
Es considerado el primer explorador polar sueco. Después de su regreso, trabajó como profesor en Finlandia.

## Obra
- Dagbok hållen vid en resa till Norrpolen eller Spitsbergen, på K. Vetenskaps-Akademiens omkostnad och med ett Grönländska Compagniet i Göteborg tillhörande skepp år 1758 ( Diario de instrucciones para un viaje al norte de Polonia, y a Spitsbergen, en K. Con expensas de la Academia de Ciencias y de la Compañía de Groenlandia en Gotemburgo, asociados con los buques en 1758 ). En: Årsboken Ymer, vol. 1, 1881